# Bryan Rodney
Bryan Rodney, född 22 april 1984, är en kanadensisk professionell ishockeyspelare.
Rodney spelar inom NHL–organisationen Nashville Predators. Han har tidigare spelat på NHL–nivå för Edmonton Oilers och Carolina Hurricanes.
Rodney blev aldrig draftad av något lag.